# Коррозионная стойкость
Коррозионная стойкость — способность материалов сопротивляться коррозии, определяющаяся скоростью коррозии в данных условиях. Для оценки скорости коррозии используются как качественные, так и количественные характеристики. Изменение внешнего вида поверхности металла, изменение его микроструктуры являются примерами качественной оценки скорости коррозии. Для количественной оценки можно использовать: 
- время, истекшее до появления первого коррозионного очага;
- число коррозионных очагов, образовавшихся за определённый промежуток времени;
- уменьшение толщины материала в единицу времени;
- изменение массы металла на единице поверхности в единицу времени;
- объём газа, выделившегося (или поглощённого) в ходе коррозии единицы поверхности за единицу времени;
- плотность тока, соответствующая скорости данного коррозионного процесса;
- изменение какого-либо свойства за определённое время коррозии (например, электросопротивления, отражательной способности материала, механических свойств).

Разные материалы имеют различную коррозионную стойкость, для повышения которой используются специальные методы. Так, повышение коррозионной стойкости возможно при помощи легирования (например, нержавеющие стали), нанесением защитных покрытий (хромирование, никелирование, алитирование, цинкование, окраска изделий), пассивацией и др. Устойчивость материалов к воздействию коррозии, характерной для морских условий, исследуется в камерах солевого тумана.